# Nelly Merola
Nelly Merola, cunoscută și ca Nelly Grigoriu Merola, (n. 24 aprilie 1926, București) este o pictoriță română, creatoare de costume de teatru și film. A realizat costumele actorilor pentru filme de referință ale cinematografiei românești precum Pași spre lună (1964), Serbările galante (1965), Titanic-Vals (1965), Răscoala (1966), Faust XX (1966), Șapte băieți și o ștrengăriță (1967), Tinerețe fără bătrînețe (1969), Aventuri la Marea Neagră (1972), Veronica (1973), Veronica se întoarce (1973), Toate pînzele sus (serial TV, 1977), Aurel Vlaicu (1978), Blestemul pămîntului – Blestemul iubirii (1980), Saltimbancii (1981) și Secretul lui Bachus (1984).

## Biografie
S-a născut la 24 aprilie 1926, în orașul București. A absolvit Institutul de Arte Plastice din București în 1952 (în aceeași promoție cu Ileana Oroveanu), obținând calificarea de pictor-scenograf.
Nelly Merola a lucrat ca pictoriță și creatoare de costume de teatru și film, debutând în cinematografie cu realizarea costumelor din filmului Pași spre lună (1964). A participat la realizarea costumelor a unui număr mare de lungmetraje de ficțiune, printre care se numără Pasărea furtunii, Titanic-Vals (1965), Serbările galante (1965), Răscoala (1966), Aventuri la Marea Neagră (1972), Toate pînzele sus (serial TV, 1977), Blestemul pămîntului – Blestemul iubirii (1980) și Saltimbancii (1981)

## Filmografie

### Creatoare de costume
- Directorul nostru (1955) - în colaborare cu Gertruda Gorea
- Nu vreau să mă însor (1961)
- Pași spre lună (1964)
- Titanic-Vals (1965)
- Serbările galante (1965)
- Răscoala (1966)
- Faust XX (1966)
- Șapte băieți și o ștrengăriță (1967) - în colaborare cu Mireille Leydet
- De trei ori București (1968) - segmentul „București”
- K.O. (1968)
- Tinerețe fără bătrînețe (1969)
- Cîntecele mării (1971)
- Mirii anului II (1971) - în colaborare cu Marcel Escoffier
- Aventuri la Marea Neagră (1972)
- Veronica (1973)
- Veronica se întoarce (1973)
- Întoarcerea lui Magellan (1974)
- Comedie fantastică (1975)
- Toate pînzele sus (serial TV, 1977)
- Aurel Vlaicu (1978)
- Cianura... și picătura de ploaie (1978)
- Blestemul pămîntului – Blestemul iubirii (1980)
- Întoarcere la dragostea dintîi... (1981)
- Saltimbancii (1981)
- Un saltimbanc la Polul Nord (1982)
- O lebădă iarna (1983)
- Secretul lui Bachus (1984)
- Rămășagul (1985) - în colaborare cu Elena Forțu
- Promisiuni (1985)
- Toate pînzele sus - Secretul epavei (1987)
- Toate pînzele sus - Misterele mărilor (1987)
- Toate pînzele sus - Întâlnire în Atlantic (1987)

## Premii și distincții
Creatoarea de costume Nelly Merola a obținut două premii pentru scenografie ale Asociației Cineaștilor din România (ACIN):
- în anul 1973 - pentru costumele la filmul Veronica[2] și
- în anul 1981 - pentru costumele la filmul Saltimbancii.[3]